# Ewa (Terhathum)
Ewa – gaun wikas samiti we wschodniej części Nepalu w strefie Kośi w dystrykcie Terhathum. Według nepalskiego spisu powszechnego z 2001 roku liczył on 685 gospodarstw domowych i 3758 mieszkańców (1961 kobiet i 1797 mężczyzn).